# أولي رين
أولي رين (بالفنلندية: Olli Rehn) (و. 1962  م) هو سياسي، ولاعب كرة قدم، من فنلندا، ولد في ميكيلي، هو عضوٌ في حزب الوسط الفنلندي، وهو عضوٌ في الجمعية البرلمانية لمجلس أوروبا.

## مناصب
تولى منصب نائب رئيس البرلمان الأوروبي، وعضو في البرلمان الأوروبي، وعضو برلمان فنلندا ‏، والمفوض الأوروبي للتوسيع وسياسة الجوار الأوروبية ‏، والمفوض الأوروبي للاقتصاد الملائم للناس ‏.

## التعليم
تعلم في كلية ماكاليستر ‏، وجامعة هلسنكي.

## روابط خارجية
- أولي رين على موقع مونزينجر (الألمانية)